# Jessica van Eijs
Jessica Marie Catherine van Eijs (Nijmegen, 8 augustus 1981) is een Nederlandse voormalige politica namens D66. Van 23 maart 2017 tot 31 maart 2021 was zij lid van de Tweede Kamer.

## Biografie
Van Eijs studeerde bouwkunde aan de Technische Universiteit Eindhoven. Tussen 2012 en 2017 was zij gemeenteraadslid in de gemeenteraad van Eindhoven, vanaf 2014 als fractievoorzitter. Daarnaast was zij adviseur van Atriensis, een bureau dat woningcorporaties adviseert over energie en duurzaamheid. Bij de Tweede Kamerverkiezingen van 2017 werd zij gekozen tot lid van de Tweede Kamer der Staten-Generaal. Zij had daar de portefeuille wonen, milieu, ruimtelijke ordening, innovatie, het mkb en post&telecom. Op 30 maart 2021 nam zij afscheid van de Tweede Kamer. Nadien werd zij belangenbehartiger Vastgoed bij Aedes.

## Trivia
Van Eijs is het eerste slechthorende Kamerlid. In mei 2017 schreef NRC Handelsblad een reportage over haar.
- Parlement.com: vk8zk5iwursh